# Le Saint-Mont
Pour les articles homonymes, voir Saint-Mont (homonymie).
Le Saint-Mont, ou mont Habend, est un sommet secondaire du massif des Vosges culminant à 672 m d'altitude. Il est situé dans le département des Vosges en région Grand Est. La partie est comprenant le sommet est située sur la commune de Saint-Amé tandis que la partie ouest est située sur la commune de Saint-Étienne-lès-Remiremont. Il fait partie du massif du Fossard, un ensemble montagneux dominant le piémont vosgien de Remiremont.

## Toponymie
Le Saint-Mont s’est appelé mont Habend jusqu’au XIIIe siècle.
Le nom Habend serait issu, d’après le docteur A. Fournier, d’anciens noms de mouvement d’eau. Le pays d'Havend, Pagus Habendensis, étant littéralement le pays de l’eau, le mont Habend alimente les rivières Moselle et Moselotte.
Le nom Habend prend une forme germanique du XIIIe siècle, il est transcrit dans l’obituaire du Saint-Mont de 1406 sous Romberg ou Rombech. Puis Romberg et Saint-Mont, Sanctus Mons en latin, sont tous deux cités jusqu’à la fin du Moyen Âge pour ne trouver ensuite que Saint-Mont, nom qui honore les reliques des saints et saintes présentes au monastère du Saint-Mont depuis le VIIe siècle.

## Géographie
Le Saint-Mont appartient au massif des Vosges. Il est constitué de roches granitiques. Il culmine à 672 m et domine la vallée au confluent de la Moselle et de la Moselotte,.
Le Saint-Mont surplombe à l’ouest Remiremont, ville à laquelle il a partiellement donné son nom, et s’étend sur les communes de Saint-Amé et Saint-Étienne-lès-Remiremont.
Au nord, il est relié au massif du Fossard par le pont des Fées. Cet ouvrage exceptionnel en pierres sèches de 29 m de long, 13 m de large et 7 m d'épaisseur est encore d’origine inconnue malgré les nombreuses hypothèses.

## Histoire

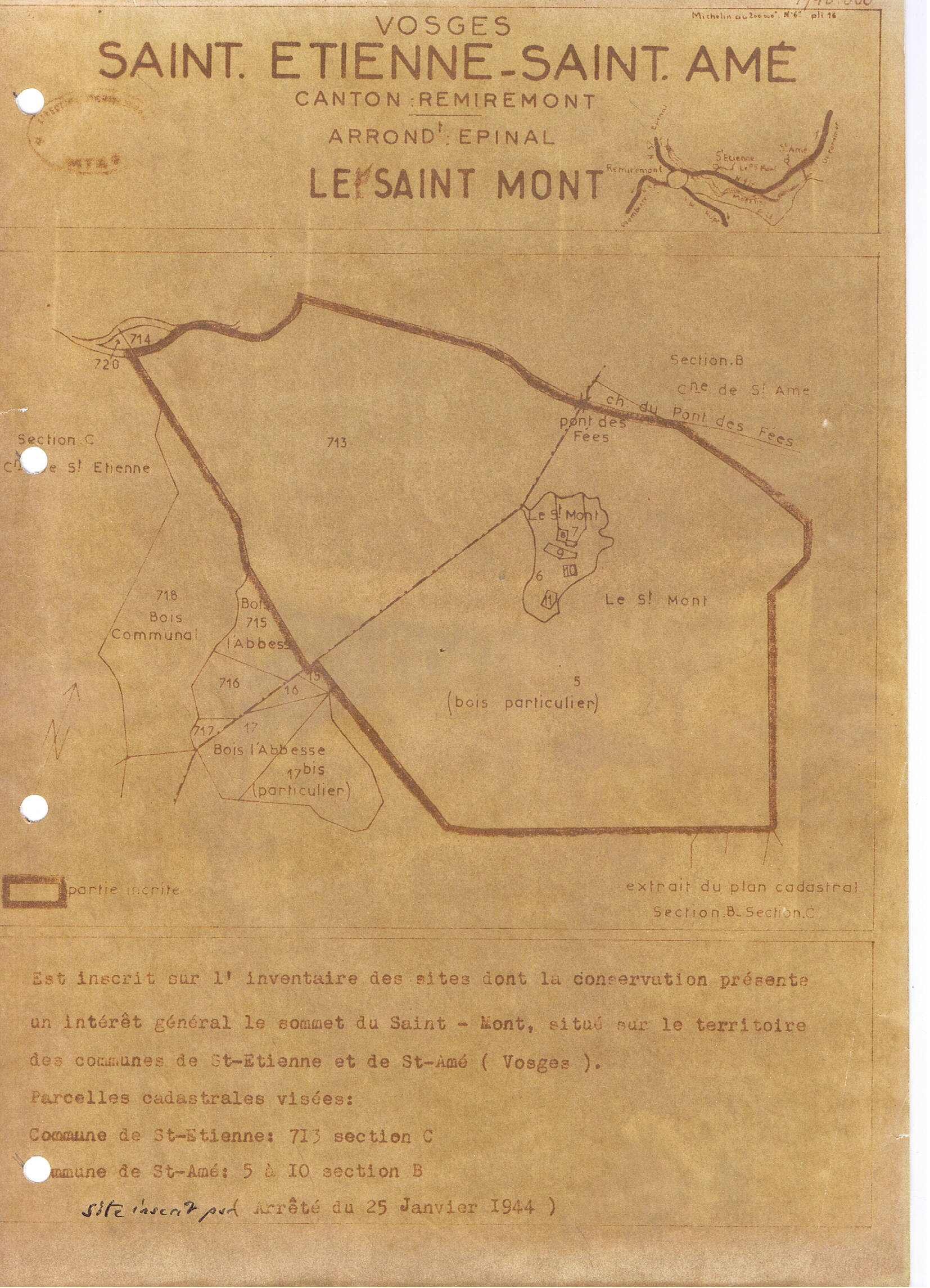
Site du Saint-Mont.

Depuis la haute Antiquité, la partie sommitale du Saint-Mont a toujours été un lieu cultuel. Les Gaulois ont vénéré le soleil Belen, les Gallo-romains le dieu Mithra apporté par les Romains qui ont construit sur l'actuel Saint-Mont la forteresse Castrum Habendi.
Ce sont les saints Romaric (Romary) et Amé qui installent la pratique chrétienne sur le Saint-Mont au VIIe siècle,. Le noble austrasien Romary affranchit ses serfs et se consacre aux petites besognes du monastère colombanien de Luxeuil. Il conserve un bien au sommet du Saint-Mont appelé alors mont Habend. Le Castrum Habendi est devenu le Castellum Habend où logent de prestigieux hôtes : Charlemagne, Louis le Pieux, Lothaire,. Romary installe en 620 avec l’aide spirituelle d'Amé, noble d’origine romaine, un monastère de filles colombanistes au sommet du Saint-Mont. Le monastère comprend deux basiliques, Saint-Pierre et Sainte-Marie, et une cellule pour lépreuses.
Après deux siècles de vie difficile due à la règle ascétique de saint Colomban et aux hivers rigoureux, le monastère est translaté le 17 mai 818 dans la vallée qui devient Romaricis Mons puis Remiremont. La translation correspond aussi au passage des règles de saint Colomban à l'ordre des bénédictins.
Le Saint-Mont est occupé sporadiquement comme refuge des religieux de Remiremont en fonction des invasions hongroises.
Il faut attendre cent ans avant le retour d'un ordre monastique. En 1020, le bienheureux Richard, abbé de Saint-Vanne de Verdun, se réfugie pour 5 ans au Saint-Mont, appelé alors Romberg. Avec quelques disciples il impose la règle des Pères du désert. Le sommet est réoccupé après 1050 par des ermites sans ordre monastique. À partir de 1120 ce sont de chanoines réguliers répondant à la règle de Saint-Augustin. En 1169, le Saint-Mont est uni à la cure de Dommartin pour subvenir aux besoins des religieux.
Le monastère et l’église subissent un incendie en 1369. Le prieur Simon de Faucogney assure leur reconstruction. Catherine de Lorraine s'intéresse au Saint-Mont et prépare le retour des bénédictins en 1623. Les bâtiments sont à nouveau incendiés et reconstruits en 1663 et 1709. Le monastère est reconstruit en 1735 sous le prieur Jérôme Gillet.
Le 2 novembre 1789, les biens de l’église sont mis à la disposition de la nation et en 1791, le prieuré est supprimé. Il est à l'abandon jusqu’en 1819, vendu à un entrepreneur de Remiremont qui l'arase complètement et construit sur place une maison d'habitation civile avec les pierres récupérées.
En 1852 Charles Galmiche achète 45 hectares de la partie sommitale et fait construire une chapelle sur l'emplacement de l'église. Elle est restaurée en 1953 pour le treizième centenaire de la mort de Romary.
Charles Galmiche introduit le premier élevage domestique de lamas en France. Ce sont des lamas de petite taille qui servent au transport de produits agricoles, matériel voire de personnes de moins de 50 kilos,. Charles Galmiche lègue la propriété à son neveu Eusèbe Galmiche qui obtient en 1901 l'autorisation de consécration dans la chapelle pour renouer avec la tradition cultuelle du Saint-Mont.
Les héritiers d'Eusèbe Galmiche prêtent la maison d'habitation à Mgr Jean Rodhain, qui autorise les premières fouilles archéologiques confirmant les écrits sur le Saint-Mont.
La commune de Saint-Amé veut s’assurer de la poursuite des recherches archéologiques et la conservation du côté cultuel du site en achetant la partie sommitale du Saint-Mont. Après six ans de procédures elle devient propriétaire de la partie sommitale.

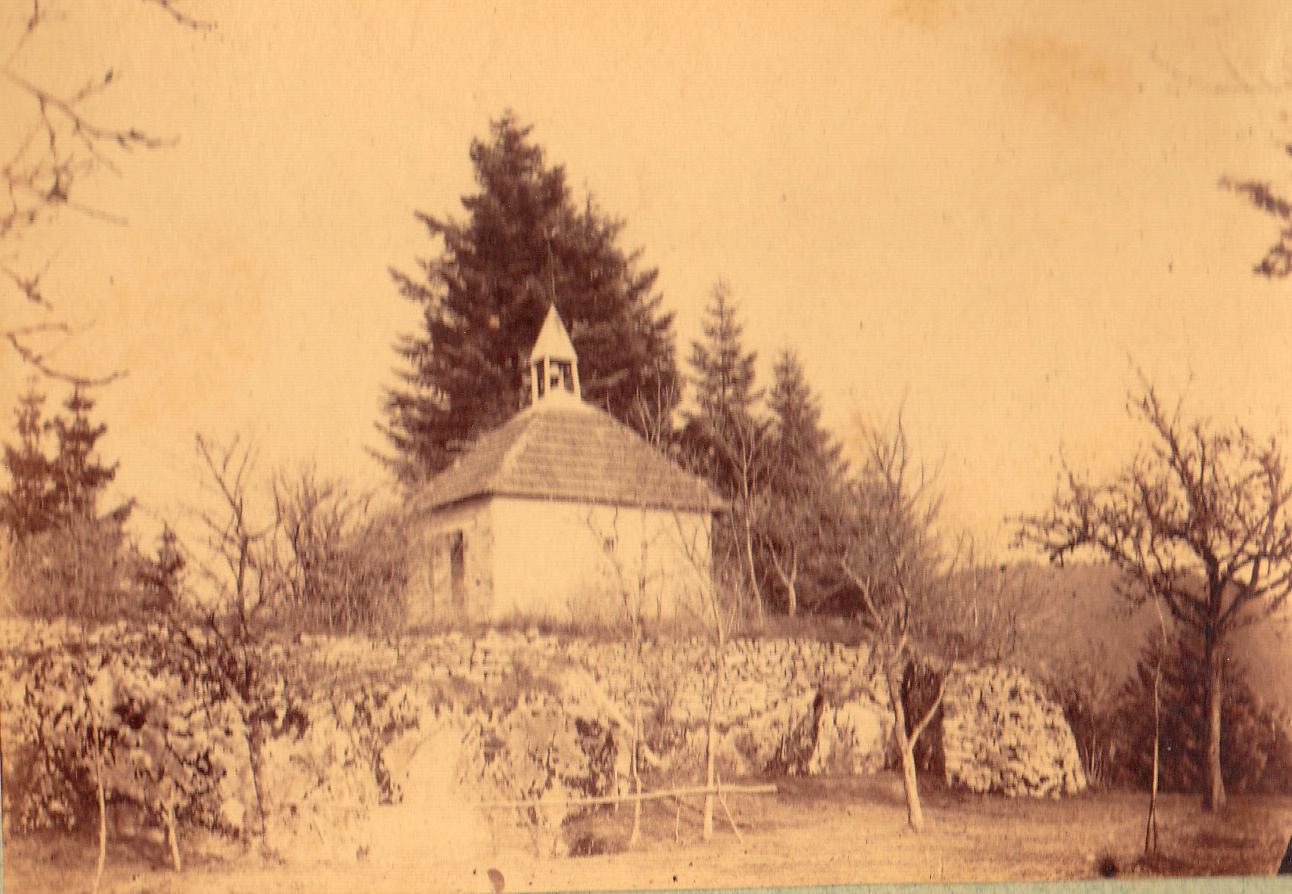
Daguerréotype de la chapelle en 1889.
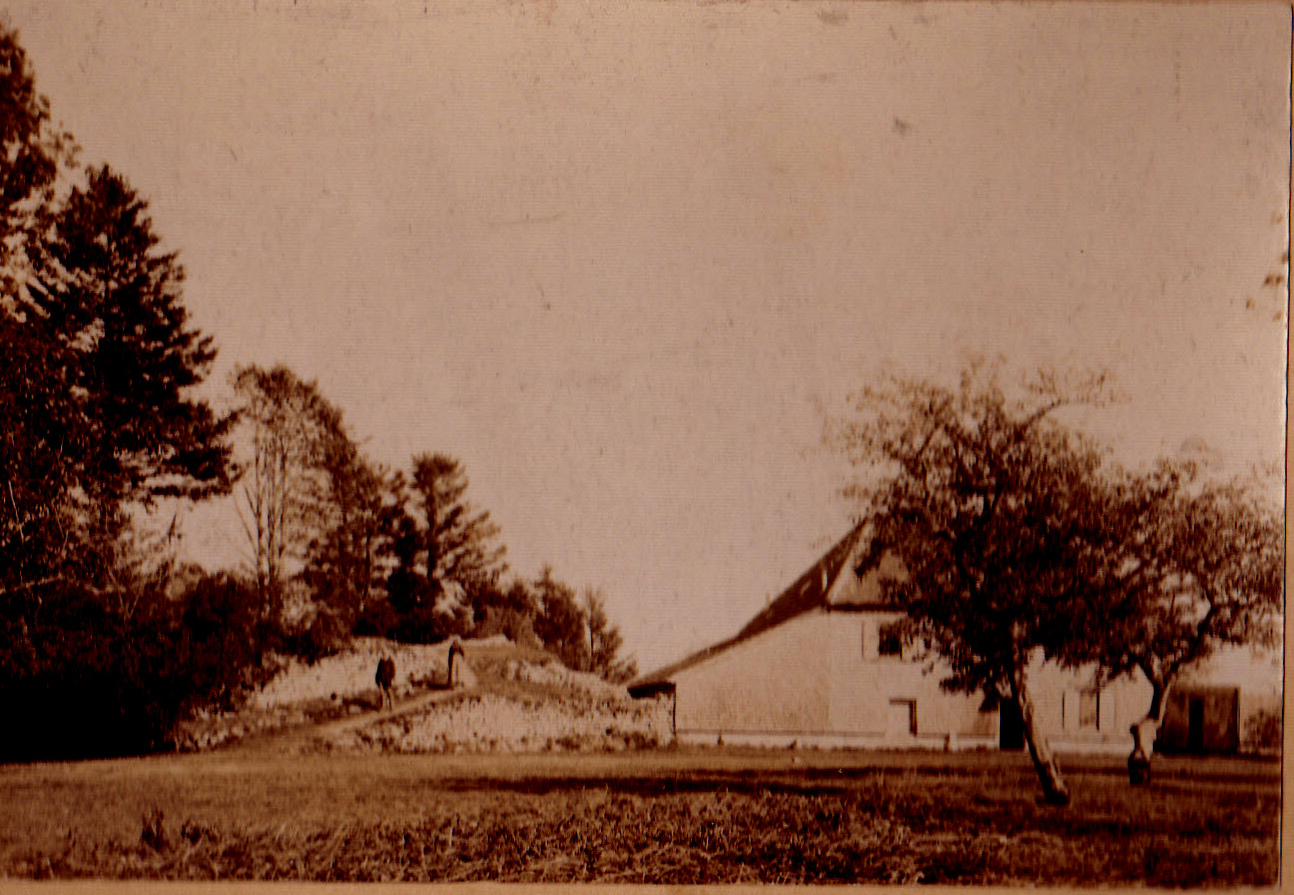
Charles Galmiche au Saint-Mont avec ses lamas en 1865.
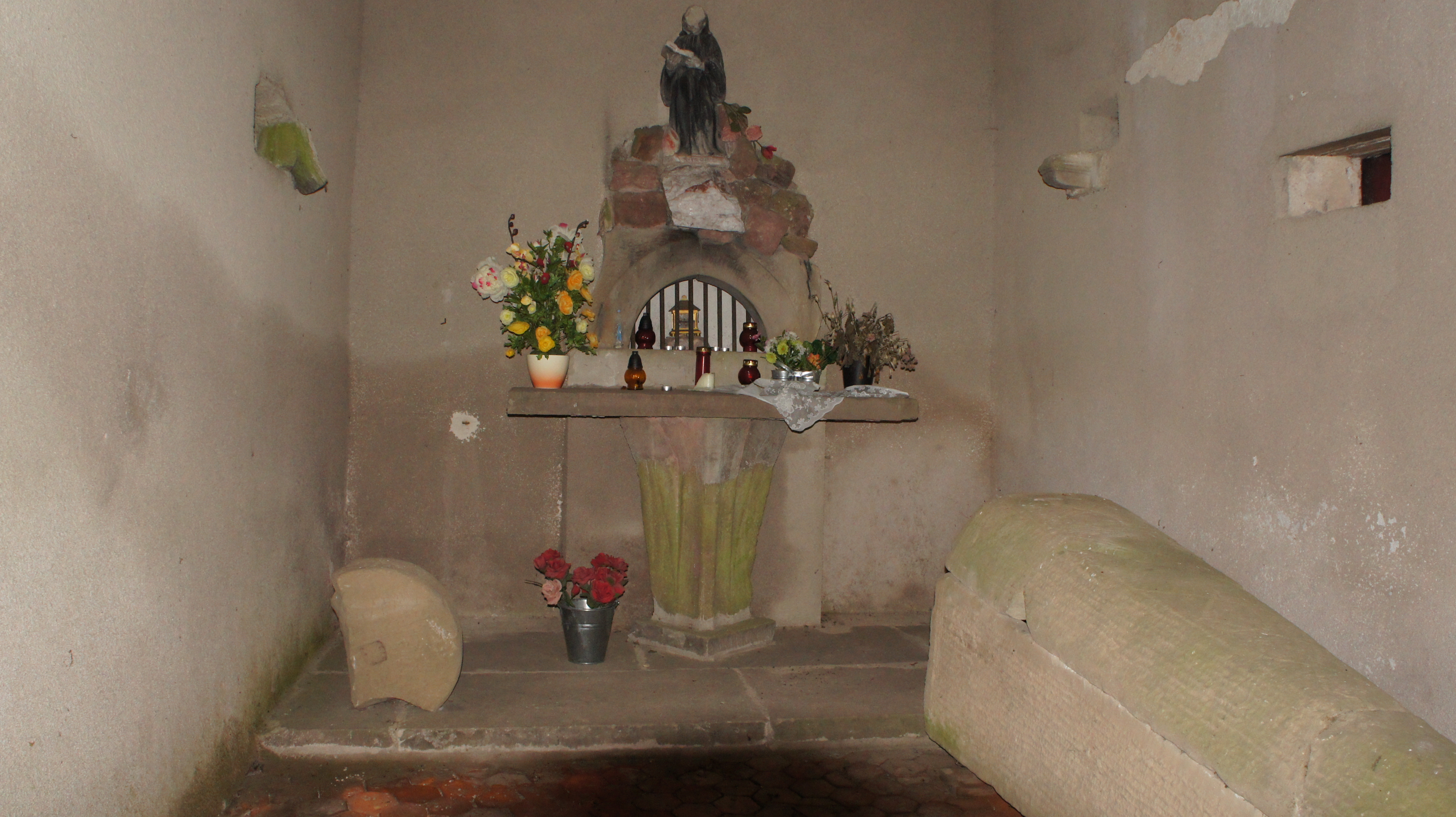
Intérieur de la chapelle en 2012.
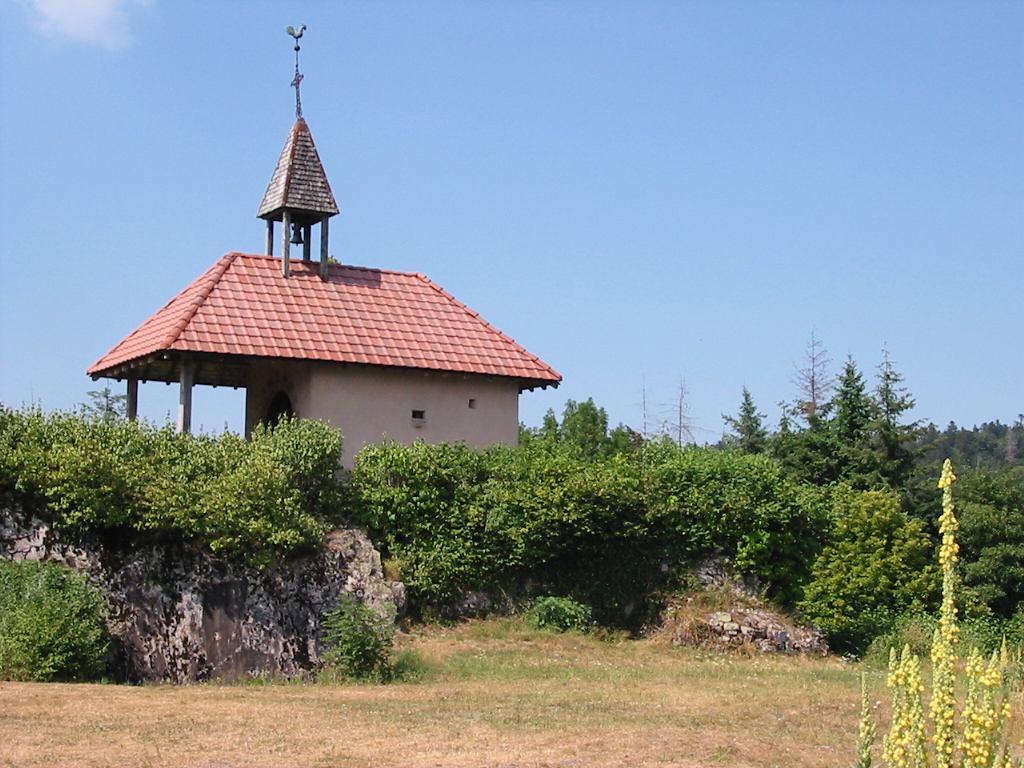
La chapelle en 2006.
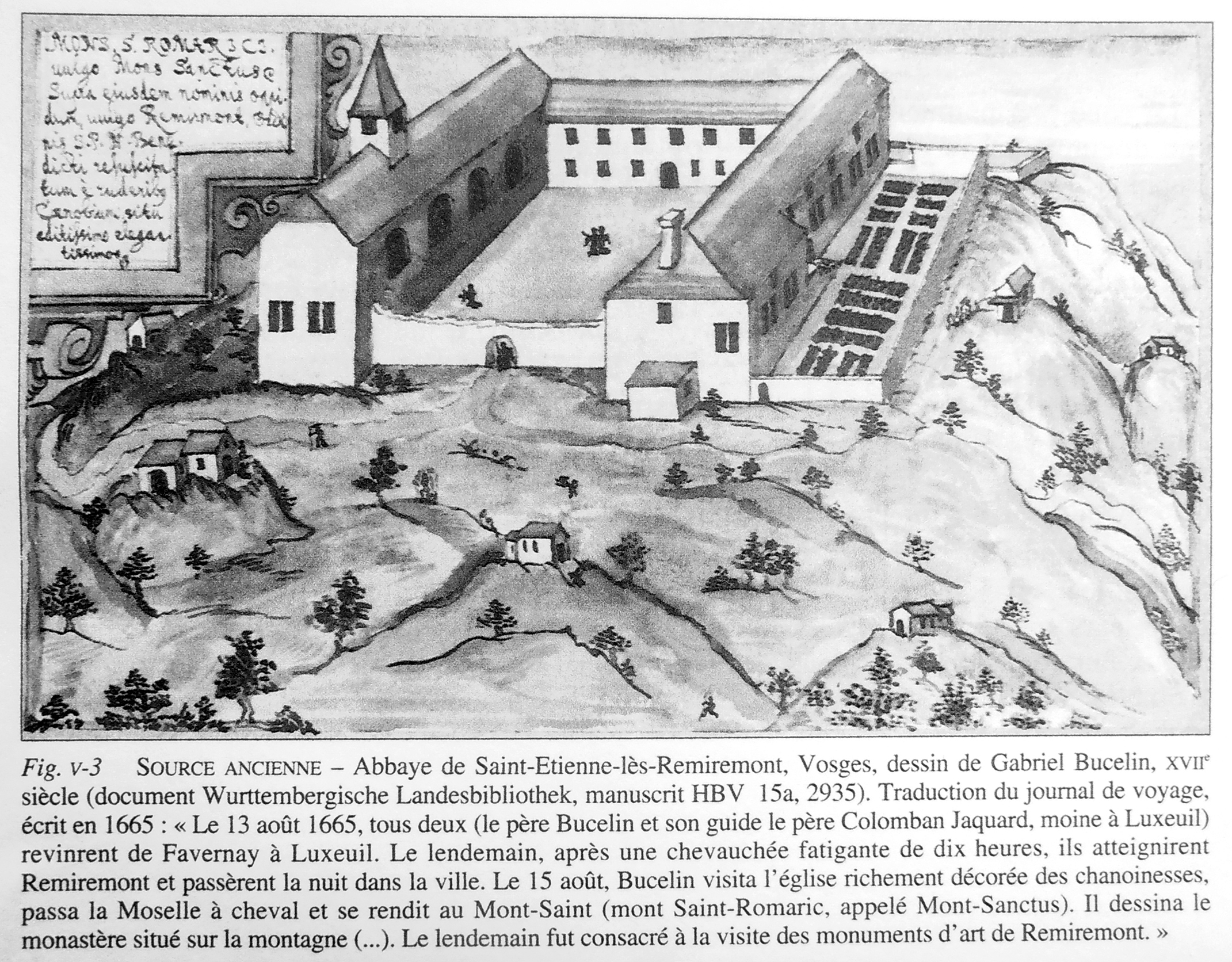
Le saint Mont ou mont Habend en 1665. Aquarelle de Gabriel Bucelin[38],[39].
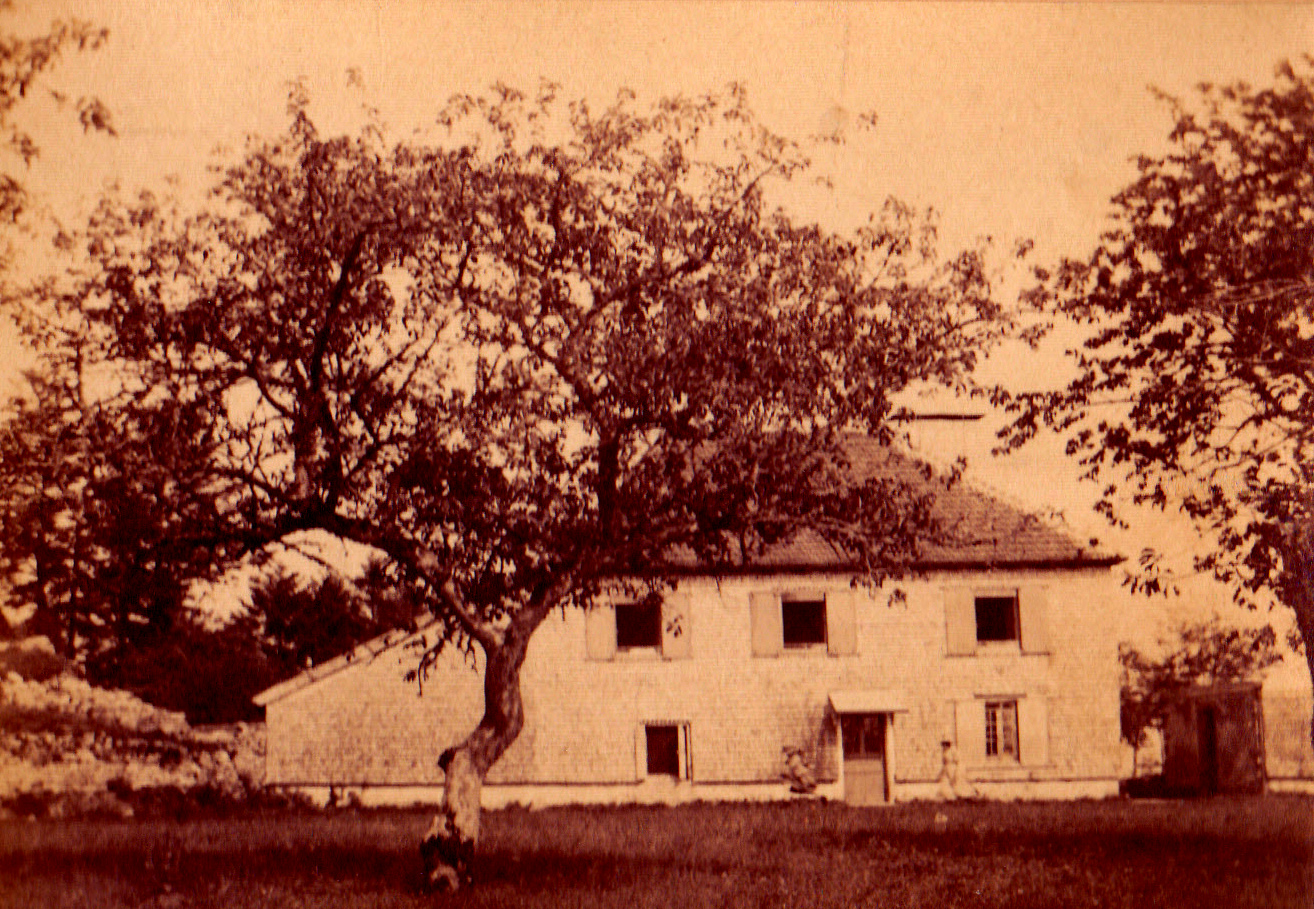
Daguerréotype 1865 de la maison prêtée le siècle suivant à l'abbé Jean Rodhain[a], puis utilisée par l’archéologie.

## Activités
Le massif regorge de curiosités naturelles et patrimoniales, jalonnant les parcours balisés par le Club vosgien : 
- un circuit autour du Saint-Mont et de ses curiosités ;
- de Saint-Étienne à la montagne du Fossard et ses curiosités naturelles et historiques.

Chaque année, une fête au Saint-Mont est organisée le lundi de Pentecôte pour honorer les lieux saints avec office religieux et animations.

## Édifices religieux du Saint-Mont
- Abbaye du Saint-Mont
- Chapelle Saint-Michel[42]
- Chapelle Sainte-Claire
- Chapelle Sainte-Sabine
- Chapelle Sainte-Marguerite[43]
- Église Saint-Pierre[44]